# 屋上の百合霊さん
『屋上の百合霊さん』（おくじょうのゆりれいさん）は2012年3月30日にライアーソフトより発売された18禁のパソコンゲーム（アダルトゲーム）ソフトである。
本作は、女子校を舞台に展開する少女たちの恋愛を描いたオムニバス形式のアドベンチャーゲームである。
2015年9月、ビジュアルノベルの英語版移植を手掛けるMangaGamerが、Steamにて本作の英語版にあたる"Kindred Spirits on the Roof"を無修正で発売することを決定した、2016年2月12日にSteamにて英語版が配信された。
これにより、本作は世界最大級のダウンロード・プラットフォームであるSteamにて、無修正で英語版が発売された初のアダルトゲームとなり、またLGBTコンテンツであるという観点からも広く注目を集めた作品となった。
2018年1月26日にはフルボイス版である『屋上の百合霊さん～フルコーラス～』が発売。。

## あらすじ
城跡に建てられた女子校・私立『商科九ツ星女子学園』（通称：シロジョ）に通う遠見結奈は、ある日、屋上で榎木サチと永谷恵という二人組の幽霊に出会う。
彼女達は、死んだ後に幽霊となり結ばれた経緯を話し、少女たちが結ばれることを願っていた。
地縛霊である彼女達は学園の外に出ることができないため、結奈に性知識を身に着けてもらい、彼女たちの手伝いをするよう頼んだ。
少女たちの縁結びをしているうちに、結奈自身の静かな日常は変化を見せた。

## 登場人物

### 主人公とその関係者
遠見結奈（とおみ ゆな）
声:かわしまりの
本作の主人公。几帳面な性格。ある事情から他者との交流を控えている。
比奈とは、団地で隣同士の部屋に住んでいたことから幼馴染となり、双方の家が共働きだったことから、主に結奈が家事を担当している。
榎木サチ（えのき　さち）
声:高井戸雫
結奈が出会った幽霊で、黒いセーラー服を着ている。戦前に事故死しており、死後は幽霊として学園の生徒たちを見守っていた。
永谷恵（ながたに　めぐみ）
声:草柳順子
結奈が出会った幽霊で、白いセーラー服を着ている。物語が始まる30年前に病死しており、死後サチと出会い恋人同士になった。
狛野比奈（こまの ひな）
声:金田まひる
結奈の年下の幼馴染で、結奈に協力している。無口だが、いきなり自分の意見を言うことがある。
陸上部に所属しており、体力と足の速さを持ち味とする。また、ジャージにこだわりがあり、制服で登校したことがない。
阿野藤（あの　ふじ）
声:富樫ケイ
結奈の友人で、比奈とも親しい。結奈とは対照的に他者との交流を積極的に行っているため、人脈が広い。
オタクであり、百合も受け入れているが、現実の恋愛に対する苦手意識を持つ。

### カップルA　先輩と後輩
牧聖苗（まき　せいな）
声:桜川未央
美紀の優しさに惹かれた1年生。
1年生ということもあり控えめに見えるが、実際は強引な性格をしている。
実家は工務店である。
相原美紀（あいはら　みき）
声:水純なな歩
整美委員会副会長を務める3年生。断るのが苦手なためたくさんの仕事を任されており、学園では聖女と呼ばれるまでに献身的な人物として認識されている。
園芸部に入部したのも人に頼まれたことに由来するが、活動を通じて園芸を好むようになる。

### カップルB　友情? 愛情?
一木羽美（いちき　うみ）
声:金田まひる
放送部に所属する2年生。素直な人物で、友情を大事にする。
双野沙紗（ふたの　ささ）
声:榛名れん
一木の友人にしてストッパー役である放送部員。ゴス系の趣味をしており、耳飾りなどをしている。
三山音七（みやま　ねな）
声:野月まひる
一木と双野の友人である放送部員で、部内ではミキサーを務めている。めんどくさがり屋で鋭い視点の持ち主でもある。
寝ていることが多く、恋人には寝ているところを邪魔しないでほしいと考えている。

### カップルC　教師と教え子
剣峰桐（つるぎみね　きり）
声榛名れん
数理部唯一の部員である2年生。冷静な人物だが、かわいいものの前では我を忘れてしまう。名前にコンプレックスを抱いていたが、園生から桐の花を題材とした詩歌を教えられ、自分の名前に対してよい感情を抱けた。
園生月代（そのう　つくよ）
声:草柳順子
桐と親しくなった国語教師で、彼女の頼みで数理部の顧問を務めることにした。幼い見た目ながらも努力家だが、やや体が弱く、無理をして体をこわすこともある。

### カップルD　身分違いの恋
古場陽香（こば　ようか）
声:理多
2年生。校門で待ち構える愛来に会いたいがために遅刻を繰り返す。
ロックを愛しており、学校の外ではガールズバンド「ストレンジ・マグネット」のギタリストを務めている。
有遊愛来（ありう　あき）
声:富樫ケイ
風紀委員を務める2年生。遅刻取締責任者の肩書と学園の門番という異名を持ち、遅刻する者には容赦しない。当初は他の遅刻者同様、遅刻常習犯である陽香に対しては厳しく接していたが、何度か接するうちに態度が変わった。
遅刻には厳しいため冷徹に見えがちだが、深夜ラジオをはじめとするお笑いを好む一面を持つ。

### カップルE　生涯一緒に
網島茉莉（あみしま　まつり）
声:桜川未央
陸上部部長を務める3年生。
美夕とは恋人同士だが、欲求と現実の差に苦しんでいる。
稲本美夕（いなもと　みゆ）
声:野月まひる
陸上部副部長を務める3年生。
茉莉とは恋人同士だが、人目をはばかることなくスキンシップしてくる恋人の態度にいら立っている。
新人育成を楽しんでおり、比奈の素直さを評価している。

### コミカライズ版の登場人物
椎名 栞（しいな しおり）
美術部に所属する2年生で、気弱な性格をしている。学園祭の舞台美術を任されたことを機に狛野と牧と親しくなる。
神田 真子（かんだ まこ）
陸上部に所属する2年生で、狛野とは親しい関係にある。無口ながらも心優しい人物。
長谷 千英（はせ ちはる）
クイズ研究会に所属する1年生。仲良くしている女子たちを見るとほんわかする傾向があり、クイズ研究会に入部したのも、部長と副部長が親しくしていたのを見たためである。
伊地山 時乃（いちやま ときの）
クイズ研究会に所属する1年生。仲良くしている女子たちを見るとにやける傾向があり、部長と副部長が親しくしていたのを見て、もっとじっくり見たいと思いクイズ研究会に入部した。孤高の人物に見えて、負けず嫌いで見栄っ張りな人物でもある。
笹木 里香（ささき りか）
クイズ研究会副部長を務める2年生。
巴 七津希（ともえ なつき）
クイズ研究会部長を務める2年生。天然なように見えてやるところはきっちりやるタイプであり、旺盛な知識欲を生かして副部長に次ぐクイズの実力を見せている。

## 制作

### キャスティング
登場人物のうち、双野沙紗と剣峰桐はライアーソフトの他作品へ出演実績のある榛名れんが演じた。
榛名は2024年の「BugBug」とのインタビューの中で、転機になった作品の一つとして挙げている。百合というテーマに加え、絡みよりも心の機敏が中心であることや、主人公の視点を通じてカップルの人間関係を見せるといった点が新鮮だったと榛名は話している。また、榛名は楽しい収録だった一方、出演者の多くが実力派の声優であり、その中に新人である自分がいるのが信じられず、収録現場で一緒になることはなかったとはいえ、なぜか緊張してしまったとも話している。

## スタッフ
- 企画・ディレクション - とい天津
- シナリオ - 睦月たたら・桜井光・希・井上阿希・禾刀郷（codeX）
- 原画・キャラクターデザイン - Peg
- OP・ED・BGM制作 - Blueberry&Yogurt・HIR
- BGMコーラス - 中恵光城
- 翻訳：蛟龍

### 主題歌
オープニングテーマ『Girl's Spirit -オトメノキモチ-』
歌：Rita
エンディングテーマ『a new day.』
歌：Rita
挿入歌『AA愛！』
『AA愛！』は挿入歌として製作されたが、本作ではボーカル入りのバージョンの採用が見送られた。
『フルコーラス』ではボーカル入りのバージョンが採用された。

## 反響

### 『屋上の百合霊さん』の批評
『BugBug』2012年6月号にて『屋上の百合霊さん』のレビューが掲載された。ライアーソフトの過去作であり宝塚系の耽美な内容であった『サフィズムの舷窓』とは異なり、本作は現在の百合ムーブメントの流れをしっかりと取り入れていると指摘された。百合と幽霊を組み合わせた設定に対しては、「儚い印象がある両者の組み合わせは、ミスマッチなようでベストマッチなのかもしれない」とコメントされた。キャラクターデザインに対しては、『花魁艶紅 -オイラン ルージュ-』にて原画を担当しためいびいの漫画『黄昏乙女×アムネジア』のヒロインを髣髴とさせると述べられた。
学園内にいる少女達が結ばれるまでを主人公が手伝うというのが本作の大まかな流れであり、『BugBug』のレビュアーは物語の展開に対し「時には失敗があってもいい」と指摘するも、確実にカップルが誕生する展開は見ていて嬉しい気持ちになると感想を述べた。レビュアーは美紀と聖苗のカップルが個人的に一番のお気に入りだとコメントし、積極的な性格の聖苗が自身の気持ちが迷惑じゃないかと葛藤する姿や、聖苗への感情が好意から愛情に変わることで美紀が積極的になる姿には「百合の要素がぎっしり詰まっていて萌えるものがある」と述べた。百合的な要素だけではなく本作には青春物語としても楽しめる要素があるとレビュアーは指摘し、過去の出来事で歩みを止めていた人物が再び過去と向き合う場面や、好きな人が侮辱された際に感情が爆発する場面などを例として挙げた。
『BugBug』では総評として、適度な軽さがあるが百合のツボは外していない印象のゲームであるとし、百合に興味がなかった人にはその魅力が届き、百合好きな人は思わずにやりとするバランスのよい作品だと述べられた。
『TECH GIAN』2012年6月号にて『屋上の百合霊さん』のレビューが掲載された。レビューでは問題解決へ至るまでの道筋がとても丁寧に描かれていると評された。本作には百合ものならではのイベントが充実していると述べられ、例として片思いの娘に髪の毛をいじられて赤面する場面や先輩を守るために上級生に立ち向かう場面が挙げられた。キャラクターに関しては主人公の結奈がものすごく有能でしかも嫌味じゃないところがポイントだと指摘され、すべてのエピソードを見た後はどのヒロインも満遍なく好きになる作品だとレビュアーは感想を述べた。総評として本作はとにかくカワイイ作品であると述べられ、Pegの描くキャラクター・Ritaの歌謡曲・OPムービー・ミニカレンダー風のゲーム画面・プリクラっぽいCGビューワー・コーラス付きのBGMなど本当に細かいところまでこだわっていると指摘された。
本作ではメインシナリオを見た後、同じ場面をカップル視点で描くサブシナリオが読めるようになる。この構成に対し『TECH GIAN』では「ひとつひとつのエピソードが本当に深く楽しめるし、小説で言えば本編と外伝を同時読みしているかのような満足感がある」とコメントされ、サブシナリオが多いとも指摘された。サブシナリオの内容はメインシナリオの行間を埋めるものから違うカップルのヒロイン同士が絡むものまで多種多様あり、カップルの垣根を越えたヒロイン同士の友情も同時に描かれる様は「百合好きにとって、これがおもしろくないわけがない」と述べられた。
『BugBug』2013年4月号では、副編集長により2012年で2番目に良かったゲームとして本作が挙げられ、ライアーソフトは百合でしかできないことを本作で描いていると評された。また、今までの百合ゲーはマッシブ系の作品であったのに対し、本作はプラトニックな百合を描いておりエッチシーンも草食系で本来の百合ってこういう感じだと思わされると述べられた。本作では女同士だからこその醜いところも赤裸々に描かれていると指摘され、そこがリアリティに結びついていると評された。ライアーソフトの過去作である『サフィズムの舷窓』との違いについても言及され、『サフィズムの舷窓』は『少女革命ウテナ』のような作品であるのに対し本作は『マリア様がみてる』のような作品であると例えられた。

### "Kindred Spirits on the Roof"発売前の反応
Steamでゲームを販売する際、成人向けとみなされる要素が含まれる場合は何らかの修正を入れる必要があったため、本作の英語版である"Kindred Spirits on the Roof"はSteam史上初めて無修正で発売されるアダルトゲームになるのではないかとみなされた。
Anime News NetworkはMangaGamerの翻訳者代表の言葉を引用して、「これはエロゲー業界にとって大ニュースだ。露骨な同性愛表現がこのような大きなゲーム配信サービスの場で受け入れられたということは、我々の社会がより柔軟になったことと、あらゆるタイプの人々が楽しめる大人向けコンテンツを遊びたいという思いが強まったという証拠だ。」と述べた。
PC Gamerは「"Kindred Spirits on the Roof"が無修正で発売されるということは、『銃はOK、おっぱいはNG』という、10年来続いてきたゲームのレイティングの基準が変わり始めているということを意味しているのではないか」とコメントしている。
アダルトゲームファンの間では「どうして百合ゲーにしたのか」、「他に英語版を出すべき作品があったのではないか」という反響があった一方、「性表現に厳しいはずのSteamが『屋上の百合霊さん』の発売を認めたのは、Steamが百合に寛容だからなのでは?」や「『屋上の百合霊さん』は性表現が少ないからなのでは?」といった意見もあった。
Automatonの Ritsuko Kawaiは、"Kindred Spirits on the Roof"がSteam上で発売されることについて驚きつつも、「世界中の百合好きのための楽園がつくられることが、性やエンターテインメントの多様性に対する理解が深まるきっかけになると、非常に喜ばしい」とコメントした。
本作の翻訳者である蛟龍は、Steamでの発売について「大手ゲーム販売プラットフォームが同性愛作品を修正なしで認可したのは、社会の懐が広くなった証拠である。」とコメントしている。

### "Kindred Spirits on the Roof"発売後の反応
"Kindred Spirits on the Roof"は、海外の批評家から好意的な評価が寄せられた。
Hardcore GamerのMarcus Estradaは5段階評価中4点をつけ、「"Kindred Spirits on the Roof"は、乙女同士の恋愛に重きを置いたかどうかを差し引いても、すばらしいビジュアルノベルである。いずれの登場人物もファンタスティックな人柄であり、ストーリーも時に軽く時には重い展開だった。メインストーリーを読み進めていく中で"おまけ"のシーンに遭遇するところも、すごく楽しめた」と評した  。
百合漫画の出版を専門に行うALC出版の代表エリカ・フリードマンは、10点満点中9点をつけ、キャラクターに好感が持てた述べ、「いずれのルートのシナリオもキャラクターの確かな成長が感じられるものである（中略）問題が起きたり解決した時のキャラクターの成長や変化が描かれていた。」と評した
本作は前述のとおり表現規制の厳しい海外において無修正で発売されたことで、広くエンターテイメントの多様性、そしてゲームにおけるLGBTコンテンツの受容を象徴する出来事として、評論などでも評価されるようになった。

## ドラマCD
ゲーム本編の後日談としてドラマCDが発売されている（登場キャラによる特典ボイス付き）
- 第1弾『恋人ごっこ』（2013年12月「電気外祭り2013 WINTER in 新宿」及び冬コミにて先行販売、2014年1月24日一般発売）
- 第2弾『友情プラン』（2014年4月25日発売）
- 第3弾『夕立キック』（2014年8月15日発売）
- 第4弾『九星ラジオ』（2枚組。Disk2はサントラ＆ドラマ「百合霊歌謡ショー」。2014年コミックマーケット87にて先行販売、2015年1月30日一般発売）

## コミカライズ
2015年4月30日に、新書館より以下の2冊が同時発売された。
- 伊藤ハチ『もうひとつのユリトピア』

ゲーム本編の次年（2013年）の気弱な美術少女の成長を描く。
- 文尾文 絵・といてんつ 話『仲良しクイズ』

本編より3年後（2015年）のクイズ研究会の青春を描く。

### 書誌情報
- 伊藤ハチ, ライアーソフト 『屋上の百合霊さんSIDE A もうひとつのユリトピア』 新書館 2015年4月30日発売[21] ISBN 978-4-403-67169-2
- 文尾文, とい天津, ライアーソフト 『屋上の百合霊さんSIDE B 仲良しクイズ』 新書館 2015年4月30日発売[22] ISBN 978-4-403-67170-8